# Ptychosperma elegans
Ptychosperma elegans é uma espécie de palmeira da família Arecaceae pertencente ao gênero Ptychosperma.Chamado popularmente como Palmeira solitária ou Palmeira elegante.
Espécie endêmica da Austrália encontrada nos estados de Território do Norte e Queensland.